# Élections régionales de 2015 en Guadeloupe
Pour un article plus général, voir Élections régionales françaises de 2015.
Les élections régionales en Guadeloupe se déroulent les 6 et 13 décembre 2015.

## Mode de scrutin
Le mode de scrutin est fixé par le Code électoral. Les conseillers régionaux sont élus pour six ans : Les conseillers régionaux sont élus au scrutin de liste à deux tours sans adjonction ni suppression de noms et sans modification de l'ordre de présentation.
Si une liste a recueilli la majorité absolue des suffrages exprimés au premier tour, le quart des sièges lui est attribué. Le reste est réparti à la proportionnelle suivant la règle de la plus forte moyenne. Une liste ayant obtenu moins de 5 % des suffrages exprimés ne peut se voir attribuer un siège. Sinon on procède à un second tour où peuvent se présenter les listes ayant obtenu 10 % des suffrages exprimés. La composition de ces listes peut être modifiée pour comprendre les candidats ayant figuré au premier tour sur d’autres listes, sous réserve que celles-ci aient obtenu au premier tour au moins 5 % des suffrages exprimés et ne se présentent pas au second tour. À l’issue du second tour, les sièges sont répartis de la même façon.

## Candidats
Dix listes sont en lice pour les 41 sièges du conseil régional.

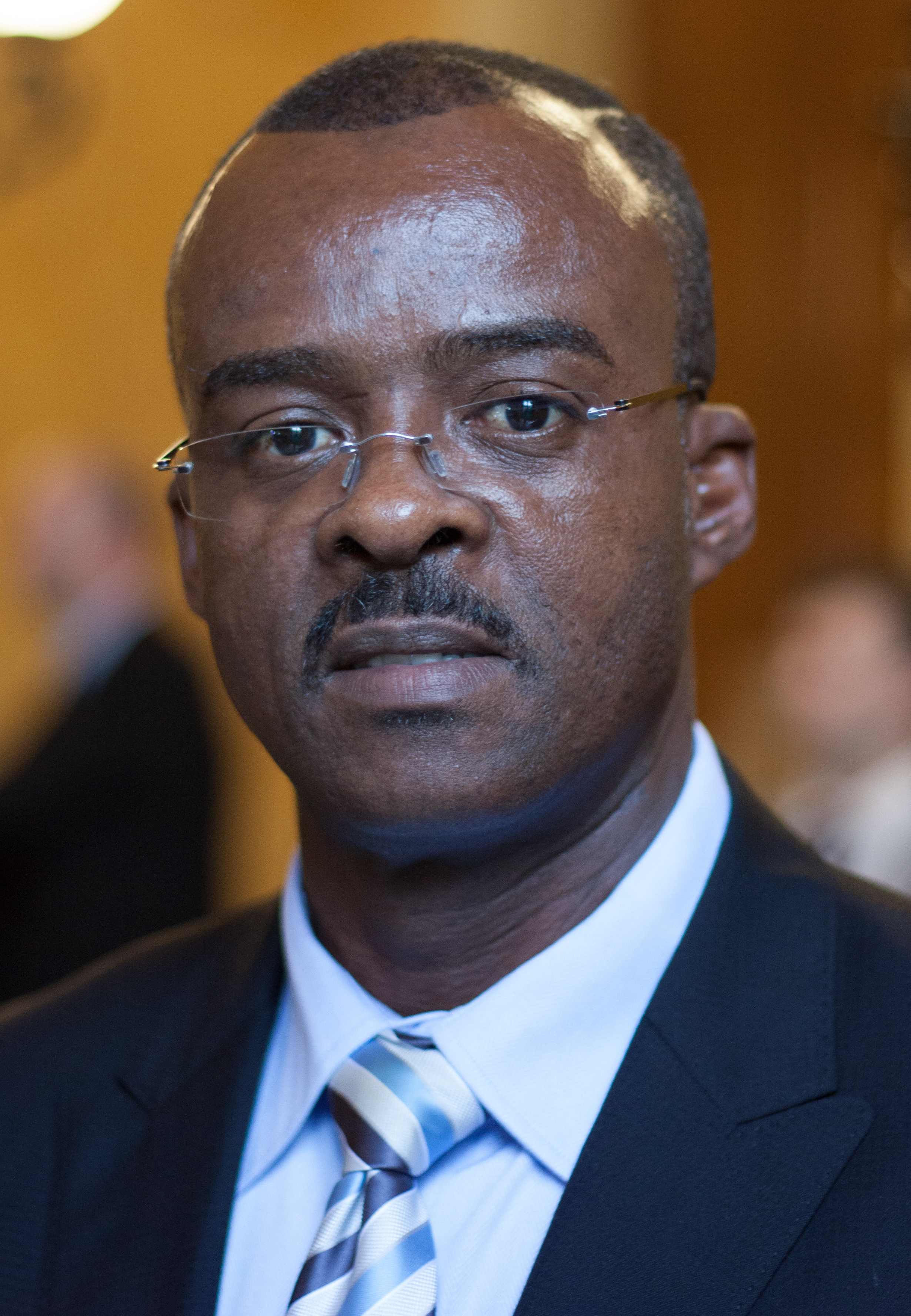
Ary Chalus
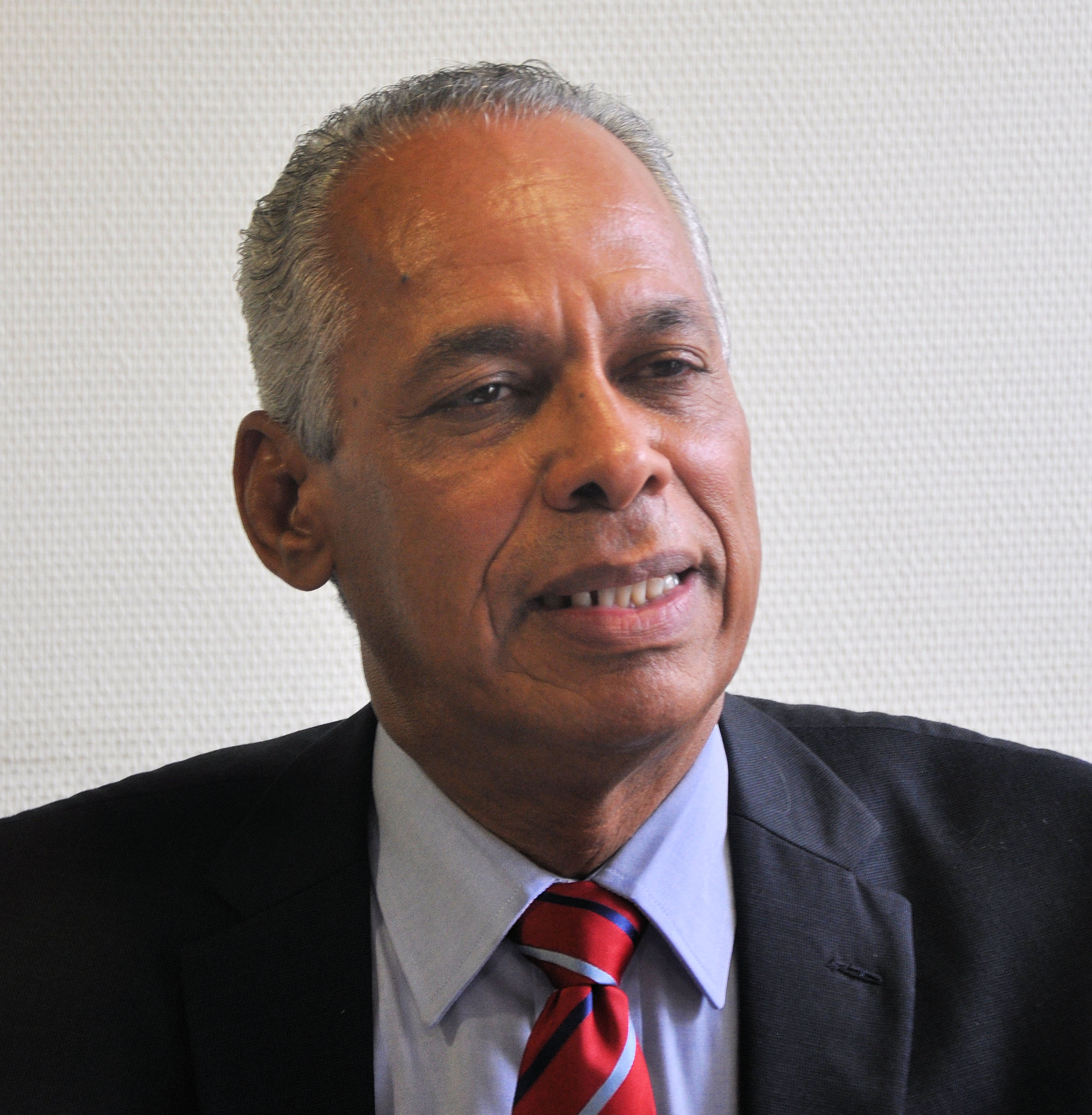
Victorin Lurel

## Résultats
|                          |                              |                          |              |              |             |               |        |               |  |  |  |  |  |  |
| Tête de liste            | Tête de liste                | Liste                    | Premier tour | Premier tour | Second tour | Second tour   | Sièges | +/-           |  |  |  |  |  |  |
| Tête de liste            | Tête de liste                | Liste                    | Voix         | %            | Voix        | %             | Sièges | +/-           |  |  |  |  |  |  |
|                          | Ary Chalus                   | GUSR                     | 61 173       | 43,55        | 98 464      | 57,42         | 28     | 24            |  |  |  |  |  |  |
|                          | Victorin Lurel               | FGPS-CELV-PPDG           | 57 717       | 41,09        | 72 721      | 42,48         | 13     | 18            |  |  |  |  |  |  |
|                          | Laurent Bernier              | LR-UDI                   | 6 312        | 4,49         |             |               | 0      | 4             |  |  |  |  |  |  |
|                          | Mélina Seymour               | AG                       | 4 470        | 3,18         | 0           | en stagnation |        |               |  |  |  |  |  |  |
|                          | Alain Plaisir                | CIPPA                    | 2 603        | 1,85         | 0           | en stagnation |        |               |  |  |  |  |  |  |
|                          | Henri Yoyotte                | DVD                      | 2 220        | 1,58         | 0           | en stagnation |        |               |  |  |  |  |  |  |
|                          | Jean-Marie Nomertin          | CO                       | 1 992        | 1,42         | 0           | en stagnation |        |               |  |  |  |  |  |  |
|                          | Stéphan Viennet              | FN                       | 1 973        | 1,40         | 0           | en stagnation |        |               |  |  |  |  |  |  |
|                          | Mona Cadoce                  | PCG                      | 1 297        | 0,92         | 0           | en stagnation |        |               |  |  |  |  |  |  |
|                          | Marie-Christine Mirre-Quidal | UPLG                     | 697          | 0,50         | 0           | en stagnation |        |               |  |  |  |  |  |  |
|                          |                              |                          |              |              |             |               |        |               |  |  |  |  |  |  |
| Suffrages exprimés       | Suffrages exprimés           | Suffrages exprimés       | 140 454      | 94,92        | 171 185     | 95,33         |        |               |  |  |  |  |  |  |
| Votes blancs             | Votes blancs                 | Votes blancs             | 2 983        | 2,02         | 3 190       | 1,78          |        |               |  |  |  |  |  |  |
| Votes nuls               | Votes nuls                   | Votes nuls               | 4 538        | 3,07         | 5 199       | 2,89          |        |               |  |  |  |  |  |  |
| Total                    | Total                        | Total                    | 147 975      | 100          | 179 574     | 100           | 41     | en stagnation |  |  |  |  |  |  |
| Abstentions              | Abstentions                  | Abstentions              | 165 458      | 52,79        | 133 790     | 42,69         |        |               |  |  |  |  |  |  |
| Inscrits / Participation | Inscrits / Participation     | Inscrits / Participation | 313 343      | 47,21        | 313 364     | 57,31         |        |               |  |  |  |  |  |  |